# Sępowronka żółtogardła
Sępowronka żółtogardła (Picathartes gymnocephalus) – gatunek średniej wielkości ptaka z rodziny sępowronek (Picathartidae). Zamieszkuje głównie skaliste i zalesione rejony zachodniej Afryki od Gwinei do Ghany. Zwykle żyje w pobliżu strumieni bądź na ostańcach. Gatunek ten jest rozrzucony w izolowanych populacjach, lecz nie tworzy podgatunków. W Czerwonej księdze gatunków zagrożonych jest zakwalifikowany jako narażony na wyginięcie.

## Charakterystyka
Mierzy zazwyczaj około 40 centymetrów długości, z czego ogon służący do utrzymywania równowagi stanowi około 18 centymetrów. Płeć jest trudna do rozróżnienia, mimo iż występuje niewielki dymorfizm płciowy. Głowy tych ptaków, z wyjątkiem nielicznych miejsc, są całkowicie nagie. Skóra głowy jest żółta, z wyjątkiem dużych czarnych plam za oczami. Długa i smukła szyja jest pokryta białym upierzeniem. Plecy i zad są szare, natomiast pióra skrzydeł mają ciemnobrązowe zabarwienie. Nogi są długie i niebiesko zabarwione. Średnia masa wynosi od 200 do 250 gramów.

## Zachowanie
Prowadzi naziemny tryb życia w niskiej roślinności w pobliżu miejsc gniazdowania. Przemieszcza się za pomocą krótkich skoków, używając ogona do zachowania równowagi. Również lata, jednak zwykle na niskiej wysokości, przelatując pomiędzy drzewami lub krzewami. Bardzo rzadko wykonuje loty długodystansowe. Żyje zwykle samotnie, w parach, bądź w małych grupach liczących do 5 ptaków. Gdy wyczuje ruch, zwykle po cichu ucieka w gęstwinę, jednak czasami pozwala obserwatorowi zbliżyć się do siebie. Jest gatunkiem długożyjącym.

## Dieta
Sępowronki żółtogardłe żerują głównie na omszonych i pokrytych pnączami kamiennych zboczach i pokrytych lianami drzewach. Czasami pożywia się także w okolicach strumieni, a także w samych strumieniach, o czym świadczą odkrywane w ich odchodach szczątki krabów. Często żeruje wspólnie z innymi gatunkami ptaków, polując na owady niesione przez rój mrówek z rodzaju Dorylus. Ich dieta jest zróżnicowana, mogą się żywić drobnymi płazami, jaszczurkami, ślimakami i różnorakimi robakami.

## Rozród
Sępowronka żółtogardła rozmnaża się zwykle w jaskiniach, samotnie lub w małych koloniach liczących od 2 do 5 gniazd, chociaż czasami spotyka się kolonie nawet do 40 gniazd. Są monogamiczne i nie kopulują z innymi osobnikami niż ich partner. Ptak ten ma dwa okresy godowe w ciągu roku, których pora i długość jest skorelowana z porą deszczową. Często wykorzystuje ponownie i naprawia swoje stare gniazda na 8 tygodni przez złożeniem jaj. Gniazda są zbudowane z błota i kawałków różnych roślin. Mierzą one około 10 centymetrów długości 17 centymetrów szerokości oraz 13 centymetrów głębokości. Gniazda w koloniach są oddalone od siebie o około 1 metr.
Ptak ten składa jedno do dwóch 14,5-gramowych jaj w ciągu dwóch dni. Jaja są kremowo-białe z brązowymi plamkami. Są one wysiadywane od 23 do 28 dni na zmianę przez oboje partnerów. Młode wykluwają się nagie i ślepe. Mają ciemnobrązową skórę, przez którą widoczna jest różowa skóra pod spodem. Po jedenastu dniach młode zaczynają widzieć, natomiast pióra zaczynają rosnąć po tygodniu od wylęgu. Ptak dorasta w ciągu około 4 tygodni.

## Status
Międzynarodowa Unia Ochrony Przyrody (IUCN) uznaje sępowronkę żółtogardłą za gatunek narażony na wyginięcie (VU – vulnerable) nieprzerwanie od 1994 roku. Liczebność populacji, według szacunków, nie przekracza 10 000 dorosłych osobników. Trend liczebności populacji uznawany jest za spadkowy. Głównym zagrożeniem dla gatunku jest komercyjne pozyskiwanie drewna z lasów, wycinka zdegradowanych lasów w celu przekształcenia ich w tereny rolnicze, wypalanie obszarów krzewiastych, a także niepokojenie przez ludzi.